# 代々木姉妹
代々木姉妹（よよぎしまい）は、女性二人組のマンガ家ユニット。所属事務所はハーデスエンタテインメント。

## メンバー
- アサノ光 （あさのひかり、1984年10月3日 ）-マンガ、ネタ担当。
東京都出身。
身長160cm
血液型：A型
スリーサイズ：B90 / W58 / H84 (Gカップ)
学歴：アイダホ州 Lewiston High School→青山学院大学
資格：TOEIC 715点(特技はプリズンブレイク英語)
2009年、「グラバー実況中継」(竹書房)にてマンガ家デビュー。
グラビアアイドルとして活動しながらマンガ家として、多数の作品を発表。
タレント活動を行いながら、エッセイマンガ家として4誌の連載を持つ。。

- ちぇき （ちぇき、1987年9月26日 - ）-ネタ担当。
千葉県出身。
身長164cm
血液型：A型
スリーサイズ：B80 / W59 / H86
学歴：千葉県の某私立お嬢様女子校→エスカレータ式で同女子大学
資格：英検2級、書道六段、モダンバレエ名取、普通自動車免許
元おは○ック隊、元アイドル、元某有名テーマパークMC・ダンサー、元お笑い芸人。

## 概要
- 元 アナウンサー、グラビアモデルのアサノ光、 元 おは○ック隊、地下アイドル、現OLタレントのちぇきの2人からなる “マンガ家ユニット”。 主に、アサノがマンガを担当し、マンガ原案（ネタ）を探すために、二人で、常に実体験（ネタ活）している。 マンガ雑誌で連載の他、ニコニコ生放送などでも活動中。
- マンガ3作品を、平成24年度「第16回文化庁メディア芸術祭」に出品
- 2015年10月のイベントを持って「代々木姉妹」としての活動終了を発表。ちぇきは芸能活動を引退。アサノはソロで漫画家活動を継続させる[1]。

## 著作

### 連載マンガ
- 『漫画パチンコ777』毎月4日発売(竹書房)
- 『スーパーパチスロ777』毎月19日発売（竹書房）
- 『本当にあった笑える話 Pinky』毎月21日発売（ぶんか社）

### 連載コラム
- 『みこすり半劇場』毎月第2・第4木曜日発売（ぶんか社)

## 主な出演

### イベント
- Rico presents 『Millionaire Night vol.1』 2012/10/19@渋谷 club asia

### ニコニコ生放送
- 『代々木帝國放送』